# Abstatt
Abstatt è un comune tedesco di 4 508 abitanti, situato nel land del Baden-Württemberg.

## Amministrazione

### Gemellaggi
Abstatt è gemellata con:
- Léhon, Francia